# Ken Wilber
Kenneth Earl Wilber Jr. (Oklahoma City, 31 januari 1949) is een Amerikaans filosoof. Zijn werken richten zich vooral op het maken van een 'integrale theorie van het bewustzijn' en zijn gevuld met inzichten uit de psychologie, mystiek, postmodernisme, empirische wetenschap en systeemtheorie, waarmee hij een samenhangend beeld schetst van het heelal.

## Karakterisering
In zijn werken tracht Wilber een groot aantal ideeën uit de westerse psychologie en filosofie, en uit de oosterse spiritualiteit te integreren. Essentieel zijn de zogeheten structureel stage-theory zoals die door Piaget en Kohlberg is toegepast, en door onder andere Loevinger en Kegan verder is uitgewerkt; Hegels filosofie, en het werk van Aurobindo.
In zijn vroege werk ligt de nadruk op de menselijke ontwikkeling: van ongedifferentieerd pre-persoonlijk via persoonlijk bewustzijn naar transpersoonlijk eenheidsbewustzijn. In zijn latere werk ligt de nadruk op een holistisch model waarin alles, van eencellige wezens tot de kosmische evolutie, een plaats krijgt.
In zijn werken komt hij met ideeën als holons, AQAL, Spiral dynamics, absolute en relatieve waarheid, het 'pre/trans-misverstand', Integral post-metafysica en Wilber-Combs raamwerk. Verder geeft hij z'n commentaren op wetenschap en Darwinisme.

## Kritieken
Wilbers werk is populair en ontvangt veel bijval, maar oogst ook veel kritiek. Essentieel zijn de volgende twee methodologische kritieken.

### Mystieke ervaring als metafysisch bewijs
Wilber stelt voor om mystieke ervaring als uitgangspunt te nemen voor het beschrijven van een metafysische werkelijkheid. Maar meer dan een voorstel is het niet; waarom mystieke ervaring zou verwijzen naar een metafysische werkelijkheid, en niet naar menselijke ervaring waar betekenis aan wordt gegeven, wordt niet duidelijk.

### Opeenvolgende ontwikkelingsstadia
Wilber stelt dat mystieke ervaringen volgen op het voltooien van de persoonlijke ontwikkeling, zoals die bijvoorbeeld door Loevinger wordt beschreven. Maar mystieke ervaringen komen ook bij kinderen voor. De bekende advaita-heilige Ramana Maharshi was als jongeman reeds volledig verlicht, nog voordat hij een volledige persoonlijke ontwikkeling had kunnen doormaken. En anderzijds zijn er te veel verhalen van verlichte meesters die tot zeer aards en onverlicht gedrag in staat blijken te zijn.
Wilber lost dit op door deze ervaringen te zien als een tijdelijk binnendringen van transpersoonlijke ervaring. Uitgaande van een transcendente werkelijkheid, waar we in deze wereld op verschillende wijzen iets van kunnen ervaren, is dat een prima oplossing. Maar het is niet in lijn met de theoretische aannames van structurele ontwikkeling, waarbij de verschillende ontwikkelingsstructuren elkaar in een vaste volgorde opvolgen, concreet in deze wereld.

### Werken van Ken Wilber
Inleiding
Het werk van Wilber is zeer uitgebreid. Een goede inleiding vormen:
- No Boundary: Eastern and Western Approaches to Personal Growth, 1979, reprint ed. 2001: ISBN 1570627436
- Grace and Grit: Spirituality and Healing in the Life of Treya Killam Wilber, 1991, 2nd ed. 2001: ISBN 1570627428

Verder lezen
Essentieel zijn de volgende drie werken:
- The Atman Project: A Transpersonal View of Human Development, 1980, 2nd ed. ISBN 0835607305
- Integral Psychology: Consciousness, Spirit, Psychology, Therapy, 2000, ISBN 1570625549
- Sex, Ecology, Spirituality: The Spirit of Evolution, 1st ed. 1995, 2nd rev. ed. 2001: ISBN 1570627444

En daarna
- The Spectrum of Consciousness, 1977, anniv. ed. 1993: ISBN 0835606953
- Up from Eden: A Transpersonal View of Human Evolution, 1981, new ed. 1996: ISBN 0835607313
- The Holographic Paradigm and Other Paradoxes: Exploring the Leading Edge of Science (editor), 1982, ISBN 0394712374
- A Sociable God: A Brief Introduction to a Transcendental Sociology, 1983, new ed. 2005 subtitled Toward a New Understanding of Religion, ISBN 1590302249
- Eye to Eye: The Quest for the New Paradigm, 1984, 3rd rev. ed. 2001: ISBN 157062741X
- Quantum Questions: Mystical Writings of the World's Great Physicists (editor), 1984, rev. ed. 2001: ISBN 1570627681
- Transformations of Consciousness: Conventional and Contemplative Perspectives on Development (co-authors: Jack Engler, Daniel Brown), 1986, ISBN 0394742028
- Spiritual Choices: The Problem of Recognizing Authentic Paths to Inner Transformation (co-authors: Dick Anthony, Bruce Ecker), 1987, ISBN 0913729191
- A Brief History of Everything, 1st ed. 1996, 2nd ed. 2001: ISBN 1570627401
- The Eye of Spirit: An Integral Vision for a World Gone Slightly Mad, 1997, 3rd ed. 2001: ISBN 1570628718
- The Essential Ken Wilber: An Introductory Reader, 1998, ISBN 1570623791
- The Marriage of Sense and Soul: Integrating Science and Religion, 1998, reprint ed. 1999: ISBN 0767903439
- One Taste: The Journals of Ken Wilber, 1999, rev. ed. 2000: ISBN 1570625476
- Integral Psychology: Consciousness, Spirit, Psychology, Therapy, 2000, ISBN 1570625549
- A Theory of Everything: An Integral Vision for Business, Politics, Science and Spirituality, 2000, paperback ed.: ISBN 1570628556
- Speaking of Everything (2 hour audio interview on CD), 2001
- Boomeritis: A Novel That Will Set You Free, 2002, paperback ed. 2003: ISBN 1590300084
- Kosmic Consciousness (12 hour audio interview on ten CDs), 2003, ISBN 1591791243
- With Cornel West, commentary on The Matrix, The Matrix Reloaded and The Matrix Revolutions and appearance in Return To Source: Philosophy & The Matrix on The Roots Of The Matrix, both in The Ultimate Matrix Collection, 2004
- The Simple Feeling of Being: Visionary, Spiritual, and Poetic Writings, 2004, ISBN 159030151X (selected from earlier works)
- The Integral Operating System (a 69 page primer on AQAL with DVD and 2 audio CDs), 2005, ISBN 1591793475
- Integral Spirituality: A Startling New Role for Religion in the Modern and Postmodern World, 2006, ISBN 1590303466
- The Many Faces of Terrorism, (forthcoming)
- Kosmic Karma and Creativity: Volume Two of the Kosmos Trilogy (forthcoming)